# Josef Horešovský
Josef Horešovský (ur. 18 lipca 1946 w Žilinie) – czeski hokeista, reprezentant Czechosłowację, dwukrotny olimpijczyk. Trener hokejowy.

## Kariera zawodnicza

### Kluby
- Sokol Kladno (1964-1965)
- Sparta Praga (1965-1969)
- HC Dukla Jihlava (1969-1971)
- Sparta Praga (1971-1976)
- Motor Czeskie Budziejowice (1976-1978)[2]

## Reprezentacja
W latach 1968–1973 występował w reprezentacji Czechosłowacji. Uczestniczył w turniejach mistrzostw świata 1969, 1970, 1971, 1972, 1973 oraz zimowych igrzysk olimpijskich 1968, 1972.
Statystyki reprezentacyjne
| Rok                    | Drużyna        | Zawody    | M  | B | A | P | K  |
| ---------------------- | -------------- | --------- | -- | - | - | - | -- |
| 1968                   | Czechosłowacja | ZIO/MŚ/ME | 7  | 4 | 2 | 6 | 2  |
| 1969                   | Czechosłowacja | MŚ/ME     | 9  | 2 | 0 | 2 | 13 |
| 1970                   | Czechosłowacja | MŚ/ME     | 10 | 0 | 1 | 1 | 9  |
| 1971                   | Czechosłowacja | MŚ/ME     | 9  | 2 | 3 | 5 | 2  |
| 1972                   | Czechosłowacja | ZIO       |    |   |   |   |    |
| 1972                   | Czechosłowacja | MŚ/ME     | 10 | 3 | 1 | 4 | 10 |
| 1973                   | Czechosłowacja | MŚ/ME     | 8  | 1 | 0 | 1 | 6  |
| Reprezentacja seniorów |                |           |    |   |   |   |    |

## Sukcesy i wyróżnienia
Reprezentacyjne
- Srebrny medal zimowych igrzysk olimpijskich: 1968[1]
- Brązowy medal mistrzostw świata: 1969, 1970, 1973
- Srebrny medal mistrzostw świata: 1971
- Brązowy medal zimowych igrzysk olimpijskich: 1972[1]
- Złoty medal mistrzostw świata: 1972

Klubowe
- Srebrny medal mistrzostw Czechosłowacji: 1967 ze Spartą Praga
- Brązowy medal mistrzostw Czechosłowacji: 1968 ze Spartą Praga
- Złoty medal mistrzostw Czechosłowacji: 1970, 1971 z Duklą Jihlava

Indywidualne
- Hokej na lodzie na Zimowych Igrzyskach Olimpijskich 1968:
  - Najlepszy obrońca turnieju

Wyróżnienia
- Hokej na lodzie na Zimowych Igrzyskach Olimpijskich 1968: najlepszy obrońca turnieju
- Galeria Sławy czeskiego hokeja na lodzie: 2010

## Kariera trenerska
- TJ Škoda Plzeň (1978-1979)
- Motor Czeskie Budziejowice  (1979-1980)
- Sparta Praga (1980-1982)
- Grenoble Métropole Hockey 38 (1982-1985)
- Gap (1985-1986)
- Sparta Praga (1986-1990)
- Turun Palloseura (1990-1991)
- Sparta Praga (1992-1997)
- HC Slovan Ústí nad Labem (1998-2001)
- HC Mladá Boleslav (2001-2004)[4]